# Beaulieu-sur-Mer
Beaulieu-sur-Mer település Franciaországban, Alpes-Maritimes megyében. Lakosainak száma 3835 fő (2022. január 1.). Beaulieu-sur-Mer Saint-Jean-Cap-Ferrat és Villefranche-sur-Mer községekkel határos.

## Népesség
A település népességének változása:
| Lakosok száma | 4050 | 4302 | 4013 | 3714 | 3734 | 3726 | 3715 | 3755 | 3762 | 3835 |
|               | 1968 | 1982 | 1990 | 2006 | 2013 | 2015 | 2017 | 2019 | 2020 | 2022 |